# Адам фон Трот цу Золц
Адам фон Трот цу Золц (на немски: Adam von Trott zu Solz) е германски юрист и дипломат, участвал в опита за убийство на фюрера Адолф Хитлер от 20 юли 1944 г.

## Биография

### Ранен живот
Адам фон Трот е роден в Потсдам, Бранденбург. Той е петото дете на пруския министър на културата Август фон Трот цу Золц (1855 – 1938) и Емили Елеонор (1875 – 1948), чийто баща е германски посланик във Виена и Санкт Петербург.
Адам фон Трот цу Золц израства в Берлин и от 1915 г. е изпратен в предучилищна гимназия „Францоисш“. Когато баща му подава оставка през 1917 г., семейството се премества в Касел. От 1922 г. живее в Хан Мюнден и временно се присъединява към Германското младежко движение. През 1927 г. започва да учи право в университетите в Мюнхен и Гьотинген.
Адам фон Трот цу Золц развива силен интерес към международната политика по време на престоя си в Женева, седалище на Обществото на народите, в продължение на няколко седмици през есента на 1928 г.

### Пътешествия
През 1937 г. фон Трот е изпратен в Република Китай. Той се възползва от пътуванията си, за да се опита да повиши подкрепата извън Германия за вътрешната съпротива срещу нацистите. През 1939 г. той лобира лорд Лотиан и лорд Халифакс да окажат натиск върху британското правителство да се откаже от политиката си на помирение към Адолф Хитлер, посещавайки Лондон три пъти. Той също така посещава Вашингтон през октомври тази година в неуспешен опит за получаване на американска подкрепа. Той се среща с Роджър Болдуин, Едуард К. Картър, Уилям Д. Донован и Феликс Морли от „Вашингтон пост“.

### Чуждестранен офис
Приятелите му го предупреждават да не се връща в Нацистка Германия, но убеждението му, че трябва да направи нещо, за да спре лудостта на Хитлер и неговите поддръжници, го кара да се върне. Веднъж там, през 1940 г. фон Трот се присъединява към нацистката партия, за да получи достъп до информация за партията и да следи нейните планове. В същото време, той служи като съветник по външната политика на нелегалната група от интелектуалци, планирала свалянето на нацисткия режим, известна като кръга Крейсау.
В края на пролетта на 1941 г. Вилхелм Кеплер, заместник-държавен секретар в германското външно министерство, е назначен за директор на специалното бюро за Индия. Трот използва Специалното бюро за своите антинацистки дейности, пътуващ до Скандинавия, Швейцария и Турция, а освен това цяла нацистка окупирана Европа търси германски военни офицери, които да се противопоставят на нацизма.

### 20 юли 1944 г.
Трот е един от лидерите на заговора на полковник Клаус фон Щауфенберг от 20 юли 1944 г. за убийството на Хитлер. Той е арестуван в рамките на дни, изправен пред съд и намерен за виновен. На 15 август 1944 г., осъден на смърт от Народна съдебна палата, той е обесен на 26 август в затвора в Берлин.